# Spencer Le Marchant Moore
Spencer Le Marchant Moore (Hampstead, 1850 - 1931) foi um botânico inglês.
Trabalhou no Royal Botanic Gardens de 1870 até 1879, escrevendo vários ensaios botânicos, posteriormente no Museu de História Natural de Londres de 1896 até a sua aposentadoria.
Realizou várias coletas de espécimens botânicos pela Austrália, descrevendo a sua flora.
Existem 3.673 registros no IPNI de novas espécies descritas por Moore.

## Algumas publicações
- 1894-1896. Moore; S.Le M. The phanerogamic botany of the Matto Grasso Expedition, 1891-92. Ed. The Society
- 1902. Moore; S.Le M. New or noteworthy South African plants.
- 1913. Rendle; A.B.; E.G. Baker; H.F. Wernham; S. Le Marchant Moore. Catalogue of the plants collected by Mr. & Mrs. P.A. Talbot in the Oban district, South Nigeria. Ed. British Museum (Natural History). Dept. Botánica
- 1936.  Moore; S.Le M. Dictoyledons : families to Rubiaceae to Compositae. Ed. Trustees of the British Museum